# ジョリケ
ジョリケ（Jörike、生没年不詳）は、チンギス・カンの子のトルイの庶子で、モンゴル帝国の皇族。ペルシア語史料である『集史』にはトルイの次男جودیکهJūrīgeとして記されるが、『元史』には記述がない。

## 概要
ジョリケの母や生年については記録が残っていないが、母はトルイの正妃ソルコクタニ・ベキではなく庶出の息子であった。トルイの息子達の中では比較的早くに亡くなったため、具体的な事蹟の記録はない。
ジョリケが娶ったのはコンギラト出身のブルガイ・ハトゥンであるが、彼女について『集史』は「アルチ・ノヤンの孫であったが、アルチ・ノヤンの家系には属していない」と記されている。これはアルチ・ノヤンの息子で本家から離れて青海地方に移住したチグゥの娘であるためと推測されている。
ブルガイ・ハトゥンがチグゥの娘である場合、チンギス・カンとボルテの婚姻、ボルテの甥のチグゥとチンギス・カンの娘のトマルンの婚姻、チグゥの娘とトマルンの甥の婚姻と通婚関係が連続して繋がることとなる。アルチ・ノヤン家はチンギス・カン家にとって最も重要な姻族であったが、チンギス・カンの息子の世代ではジョチしか婚姻関係を結ぶことができなかった。そのため、このジョリケの婚姻はジョチ家とチグゥ家との間に成立しかけた通婚関係を切り崩し、トルイ家との間に通婚関係を作り出すためのものであったと考えられている。